# 도쓰카구
도쓰카구(일본어: 戸塚区)는 일본 가나가와현 요코하마시를 구성하는 18개 구 중 하나이다.

## 지리
요코하마시의 남서쪽에 위치한다. 북쪽으로 아사히구, 호도가야구, 동쪽으로 미나미구, 고난구, 남쪽으로 사카에구와 접하고 남서쪽으로 가마쿠라시, 후지사와시와 접한다.

## 교통

### 철도
- 동일본 여객철도
  - 도카이도 본선
  - 쇼난 신주쿠 라인
  - 요코스카선

- 요코하마시 교통국(요코하마 시영 지하철)
  - 블루 라인

### 도로
- 국도 1호선